# Lepthyphantes latrobei
Lepthyphantes latrobei là một loài nhện trong họ Linyphiidae.
Loài này thuộc chi Lepthyphantes. Lepthyphantes latrobei được Alfred Frank Millidge miêu tả năm 1995.